# Organic Electronics
Organic Electronics is een internationaal, aan collegiale toetsing onderworpen wetenschappelijk tijdschrift op het gebied van de natuurkunde. De naam wordt in literatuurverwijzingen meestal afgekort tot Org. Electron.
Het wordt uitgegeven door Elsevier en verschijnt 4 keer per jaar.
Het eerste nummer verscheen in 2000.